# Andrew Motion

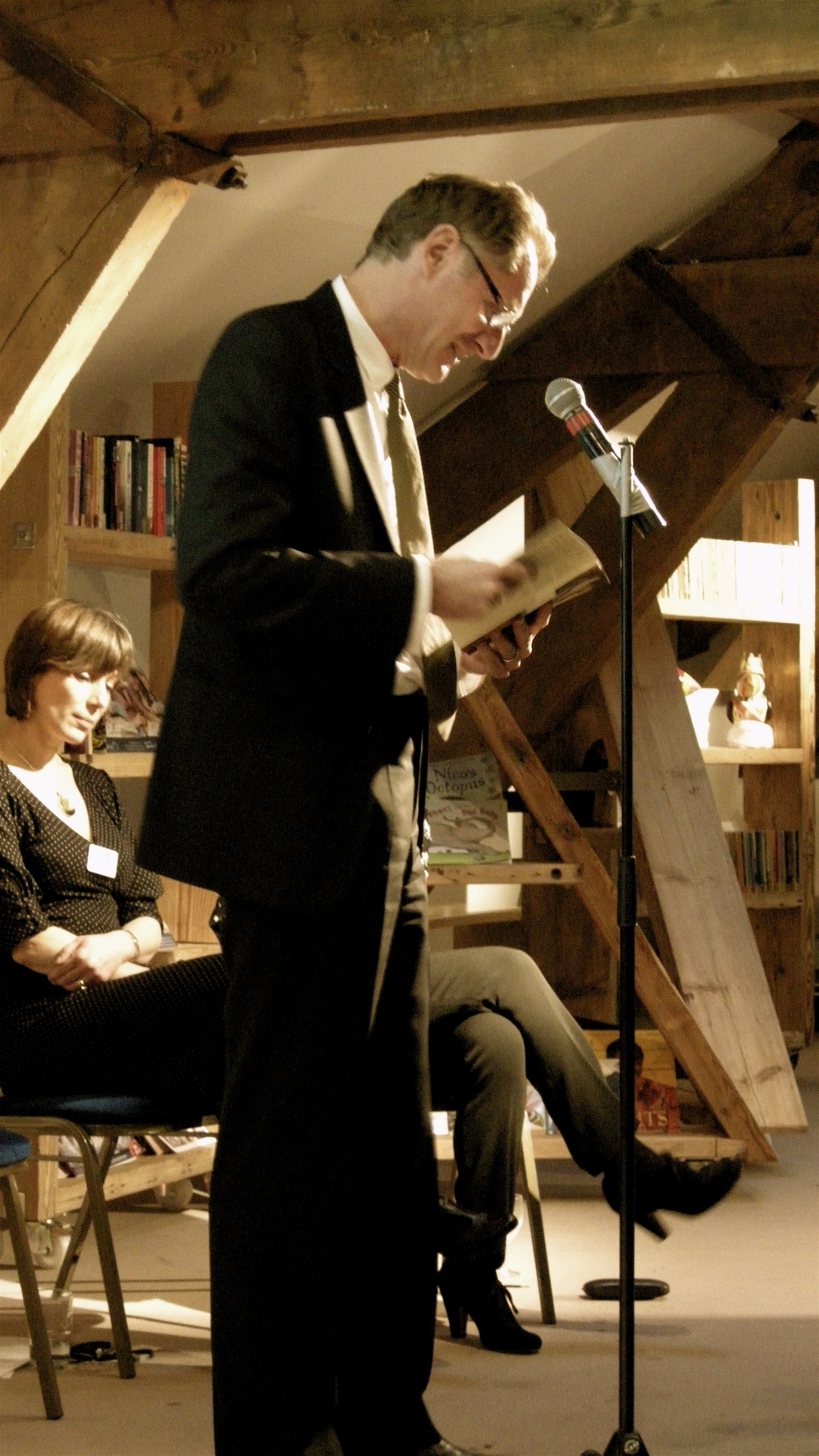
Andrew Motion, 2009

Sir Andrew Motion (* 26. Oktober 1952 in London) ist ein englischer Dichter, Romancier und Biograf. Von 1999 bis 2009 war er Poet Laureate des Vereinigten Königreiches. Er ist Fellow der Royal Society of Literature und Professor für Kreatives Schreiben am Royal Holloway, University of London.

## Leben und Schaffen
Motion stammt aus einer Familie von Bierbrauern und wuchs in Braintree auf. Er wurde mit sieben Jahren auf ein Internat geschickt, das von einem Freund seines Großvaters geleitet wurde. Danach ging er in Radley, Oxfordshire zur Schule, wo er zum ersten Mal mit Lyrik in Berührung kam. Seine Mutter verstarb früh an den Folgen eines Reitunfalls.
Er studierte in Oxford, wo er 1975 für ein Gedicht (The Tides) mit dem Newdigate Prize ausgezeichnet wurde. Dann wurde er Lektor für Englisch am University College Oxford, bevor er von 1976 bis 1981 an der University of Hull lehrte. In dieser Zeit setzte er sich intensiv mit dem Werk Edward Thomas’ auseinander und lernte Philip Larkin kennen, dessen offizieller Biograph er wurde. Danach gab Motion bis 1983 das Poetry Review heraus und war anschließend bis 1989 in leitender Funktion beim Londoner Verlag Chatto and Windus. Später übernahm er Malcolm Bradburys Professur für Kreatives Schreiben an der University of East Anglia.
Am 1. Mai 1999 wurde Andrew Motion als Nachfolger von Ted Hughes Poet Laureate. Die Entscheidung war umstritten; Seamus Heaney, Derek Walcott oder Carol Ann Duffy wurden nach Hughes’ Tod als Favoriten gehandelt. Motions Amtszeit wurde auf zehn Jahre begrenzt – bis dato war der Hofdichter immer auf Lebenszeit ernannt worden. Später sagte er, er habe nicht gewusst, was ihn mit diesem Amt erwarten würde, und dass er es oft als schwere Bürde empfunden habe. Carol Ann Duffy wurde seine Nachfolgerin. Im Jahr 2009 wurde er für seine Verdienste um die Literatur zum Knight Bachelor ernannt.
Motions Lyrik gilt als zurückhaltend und nachdenklich. Er selbst strebt nach einer klaren Sprache, die es dem Leser möglich machen soll, in die Tiefen der Lyrik einzudringen. Der Tod seiner Mutter veranlasste ihn oft, in seinen Gedichten nach der Bedeutung von scheinbar zufälligen Ereignissen zu forschen.
Motion ist einer der Initiatoren von The Poetry Archive, einer Online-Sammlung von Autorenlesungen. Er war zweimal verheiratet und lebt im Norden Londons.

## Auszeichnungen (Auswahl)
- 1984: John Llewellyn Rhys Prize für Dangerous Play: Poems 1974–1984
- 1987: Somerset Maugham Award für The Lamberts
- 1999–2009: Poet Laureate

## Werke (Auswahl)
- 1976: Inland
- 1978: The Pleasure Steamers
- 1980: The Poetry of Edward Thomas
- 1981: Independence
- 1982: Philip Larkin
- 1982: Secret Narratives
- 1984: Dangerous Play
- 1986: The Lamberts: George, Constant and Kit
- 1987: Natural Causes
- 1991: Love in a Life
- 1993: Philip Larkin, a Writer’s Life
- 1994: The Price of Everything
- 1997: Keats: A Biography
- 1997: Salt Water
- 2000: Wainewright the Poisoner
- 2002: Public Property
- 2003: The Invention of Dr Cake
- 2006: In the Blood: A Memoir of My Childhood
- 2008: Ways of Life: On Places, Painters and Poets
- 2009: The Cinder Path
- 2012: The Customs House
- 2012: Silver (deutsch: Silver. Rückkehr zur Schatzinsel. Mareverlag, Hamburg 2014, ISBN 978-3-86648-188-6).
- 2014: The New World